# Acer henryi
Acer henryi é uma espécie de árvore do gênero Acer, pertencente à família Aceraceae.